# Marian Kozłowski (zootechnik)
Marian Kozłowski (ur. 29 listopada 1936 w Folwarkach Wielkich, zm. 18 grudnia 2014) – polski zootechnik, nauczyciel akademicki i polityk, profesor nauk rolniczych, poseł na Sejm I kadencji i senator V kadencji.

## Życiorys
Po ukończeniu szkoły podstawowej pracował jako robotnik rolny w zakładzie państwowego gospodarstwa rolnego. W 1957 ukończył technikum, a w 1962 studia na Wydziale Zootechnicznym Wyższej Szkoły Rolniczej w Olsztynie (późniejsza Akademia Rolniczo-Techniczna w Olsztynie). Kierował Rolniczym Zakładem Doświadczalnym w Pozortach. W 1971 obronił doktorat, w 1975 habilitował się (na ART). W 1987 otrzymał tytuł profesora. W latach 1987–1993 pełnił funkcję dziekana Wydziału Zootechnicznego. Od 1999 pozostawał związany z Wydziałem Bioinżynierii Zwierząt Uniwersytetu Warmińsko-Mazurskiego. Opublikował ponad 400 prac naukowych, m.in. podręczniki akademickie i dla techników rolniczych. Specjalizował się w hodowli i żywieniu zwierząt.
Był członkiem Polskiej Zjednoczonej Partii Robotniczej (od 1962 do rozwiązania), potem Socjaldemokracji Rzeczypospolitej Polskiej i Sojuszu Lewicy Demokratycznej (do 2002), działał także w Związku Młodzieży Wiejskiej. Ponadto należał do Polskiego Towarzystwa Zootechnicznego, Stowarzyszenia Dziennikarzy RP, Związku Nauczycielstwa Polskiego. W latach 1991–1993 pełnił mandat poselski z ramienia SLD, w 2001 został senatorem V kadencji z okręgu elbląskiego. W trakcie kadencji przeszedł do Socjaldemokracji Polskiej. W 2005 nie został ponownie wybrany do parlamentu.
Laureat m.in. zespołowej Nagrody Sekretarza Naukowego Polskiej Akademii Nauk (1982). Został odznaczony Krzyżem Oficerskim Orderu Odrodzenia Polski, Medalem Komisji Edukacji Narodowej, Medalem 40-lecia Polski Ludowej.
Pochowany na cmentarzu komunalnym w Olsztynie.